# Christian Seargeant
Christian Seargeant est un footballeur anglais évoluant au poste de milieu de terrain dans le club gallois des New Saints.

## Compétitions européennes
Il fait ses débuts en Ligue des champions le 17 juillet 2008 à l'occasion de la rencontre TNS-Midtjylland (défaite 1-6).

## Palmarès
The New Saints
- Championnat
  - Vainqueur :  2012, 2013,  2014, 2015, 2016, 2017, 2018.
- Coupe du pays de Galles
  - Vainqueur : 2012.
- Coupe de la Ligue
  - Vainqueur : 2010 et 2011.

## Statistiques
| Saison      | Club           | Pays                 | Championnat        | Coupes nationales | Coupes européennes |
| ----------- | -------------- | -------------------- | ------------------ | ----------------- | ------------------ |
| 2009 - 2010 | The New Saints | Welsh Premier League | 20 matchs / 2 buts | 8 matchs / 5 buts | -                  |
| 2010 - 2011 | The New Saints | Welsh Premier League | 32 matchs / 3 buts | 7 matchs          | 2 matchs (C1)      |
| 2011 - 2012 | The New Saints | Welsh Premier League | -                  | -                 | 1 match (C3)       |

Dernière mise à jour le 28 juillet 2011